# بهره‌برداری بی‌رویه

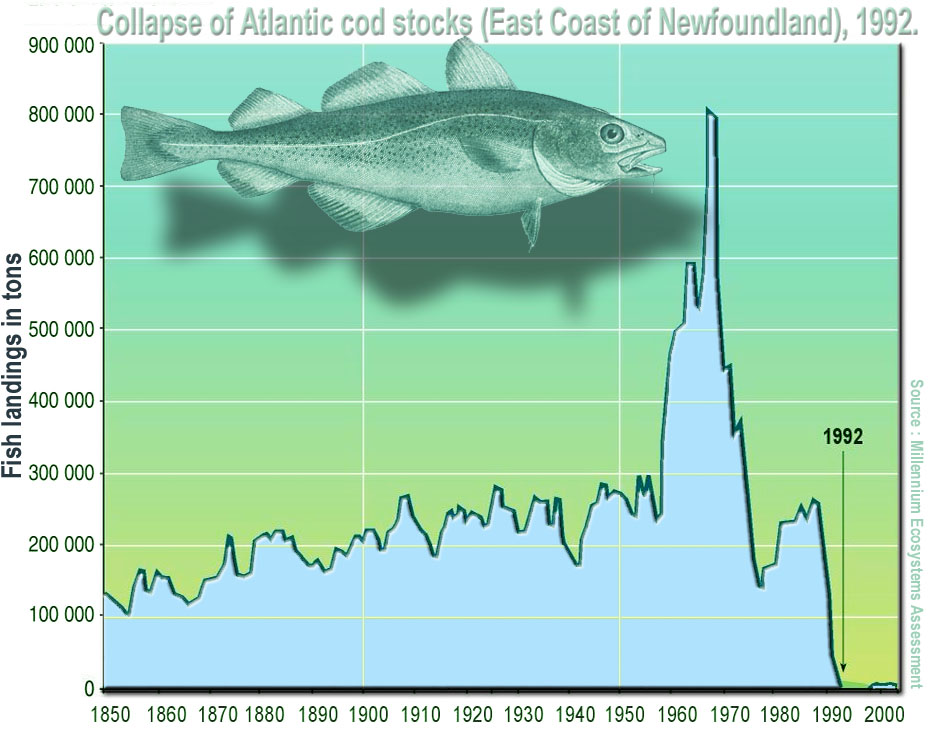
ذخایر ماهی آتلانتیک در دهه‌های ۱۹۷۰ و ۱۹۸۰ به شدت مورد بهره‌برداری قرار گرفت که منجر به سقوط ناگهانی جمعیت آنها در سال ۱۹۹۲ شد.

بهره‌برداری بی‌رویه یا بهره‌برداری بیش از اندازه (به انگلیسی: Overexploitation)، که برداشت بی‌رویه (Overhunting) نیز نامیده می‌شود، به برداشت یک منبع تجدیدپذیر تا حد کاهش بازده اشاره دارد. ادامه بهره‌برداری بی‌رویه می‌تواند منجر به از بین رفتن منبع شود. این اصطلاح در مورد منابع طبیعی مانند: گیاهان دارویی وحشی، چراگاه‌ها، جانوران شکارشونده، ذخایر ماهیان، جنگل‌ها و سفره‌های آب به کار می‌رود.

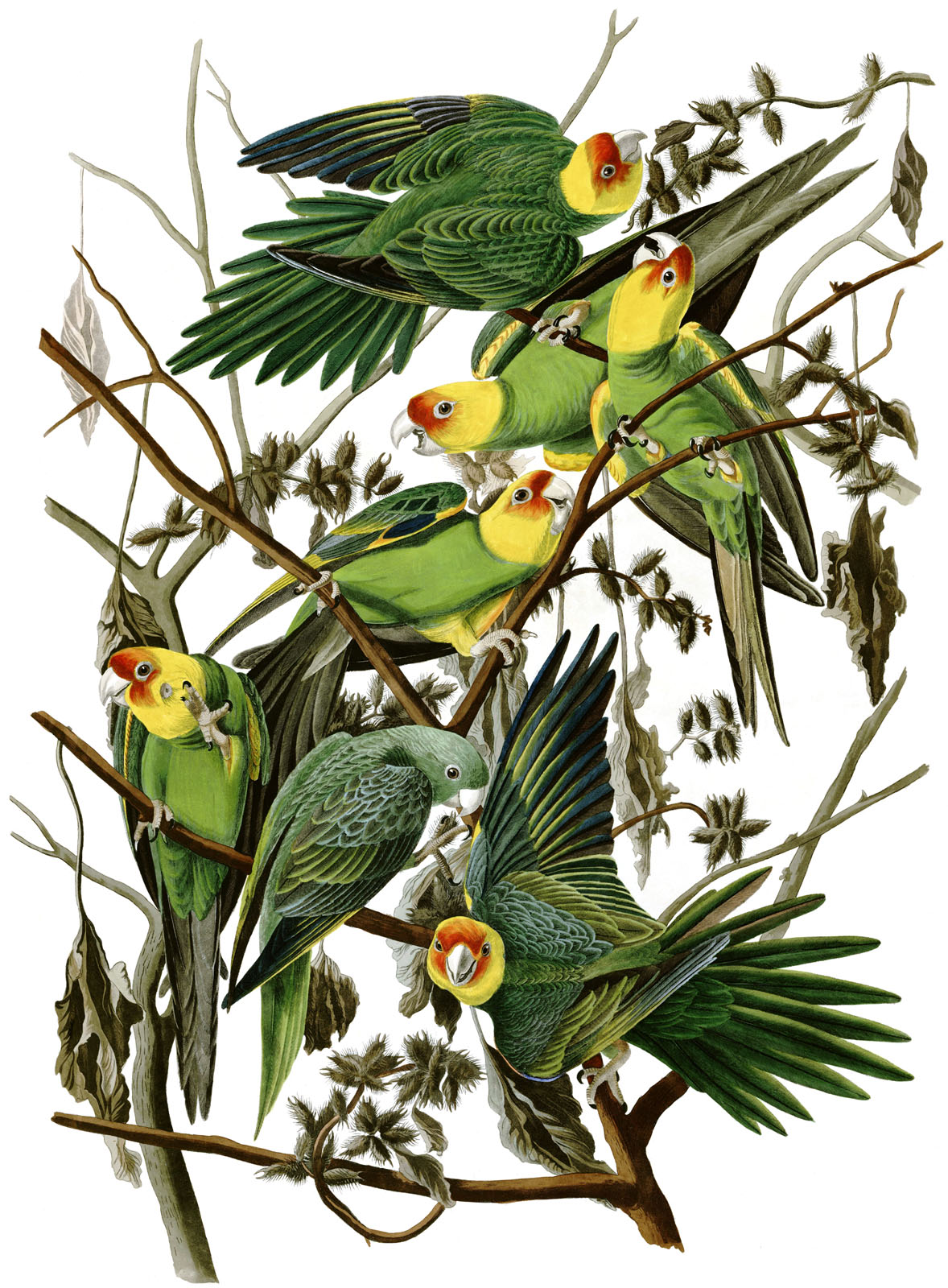
طوطی کارولینا تا انقراض آن شکار شد.

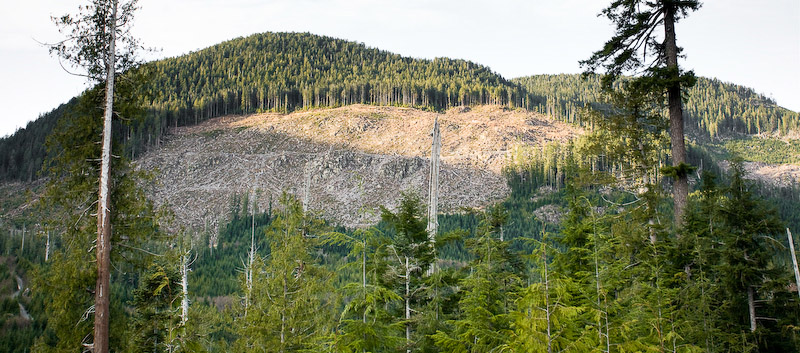
پاک‌تراشی جنگل‌های کهن‌رشد در کانادا.